# Serp tigre
La serp tigre (Notechis scutatus) és una espècie de serps verinosa originària de les regions meridionals d'Austràlia, incloent les seves illes costaneres i Tasmània. El color d'aquestes serps és molt variable, sovint presenten ratlles com les d'un tigre i formes en les seves ocurrències regionals. Totes les poblacions són del gènere Notechis, i els seus diversos caràcters han estat descrites en altres subdivisions d'aquest grup.

## Descripció
El gènere Notechis fa referència a serps verinoses de la família dels elàpids restringit a regions subtropicals d'Austràlia. Les serps tigre són el grup més ampli de diferents poblacions, les quals poden estar aïllades o sobrelapades, amb extrema variància en grandària i color. Fins i tot, els individus mostren variacions estacionals en els seus colors.
La longitud total varia entre les poblacions, que van des d'1m fins als 2,4m, amb una mitjana d'1,2 m. En general, els mascles solen tenir una mida més gran que les femelles. El patró de bandes és de tonalitats fosques, generalment generant contrastos entre bandes. La coloració predominant de la part superior acostuma a ser de color verd oliva, groc, taronja o negre, i la part inferior de la serp és mes groguenca o ataronjada.

## Hàbitat
Habiten en ambients costaners, aiguamolls i lleres on sovint formen territoris. Les àrees on hi ha abundants preses com les granotes poden suportar grans poblacions. La distribució de l'espècie s'estén des del sud d'Austràlia Occidental fins a Austràlia Meridional, Tasmània, fins a Victòria (Austràlia), i Nova Gal·les del Sud.

## Taxonomia
El gènere Notechis pertany a la família dels elápids. Tradicionalment, hi hagut dues espècies àmpliament reconegudes dins d'aquest gènere: Notechis scutatus (Peters, 1861) i Notechis ater (Krefft, 1866). Diversos autors han publicat revisions i descripcions de diverses subespècies dins d'aquests dos grups d'espècies. Altres investigadors consideren que les diferències molecular entre N. scutatus i N. ater no són suficients per considerar-les taxonomicament diferents i descriuen a Notechis com un gènere monotípic.

## Verí
El verí de la serp tigre és fortament neurotòxic i coagulant; qualsevol persona que creu que ha sigut mossegat ha de buscar atenció mèdica immediatament perquè és potencialment mortal per als éssers humans. Quan la serp se sent ameneçada, aplana el seus cos i aixeca el cap cap enlaire amb una postura clàssica de presa.
El verí de les serps tigre es compon per una potent neurotoxina (coneguda com a notexina), coagulants, hemolisines i miotoxinas. Aquest fet fa que aquest tipus de serps es trobin entre les més mortíferes serps del món. Els símptomes de la mossegada inclouen dolor localitzat al peu i la regió del coll, brunzits, entumiment i sudoració, seguit per un inici bastant ràpid de dificultats respiratòries i paràlisi. Mentre que l'antídot és eficaç, la taxa de mortalitat és del 45% aproximadament quan no es tracta.

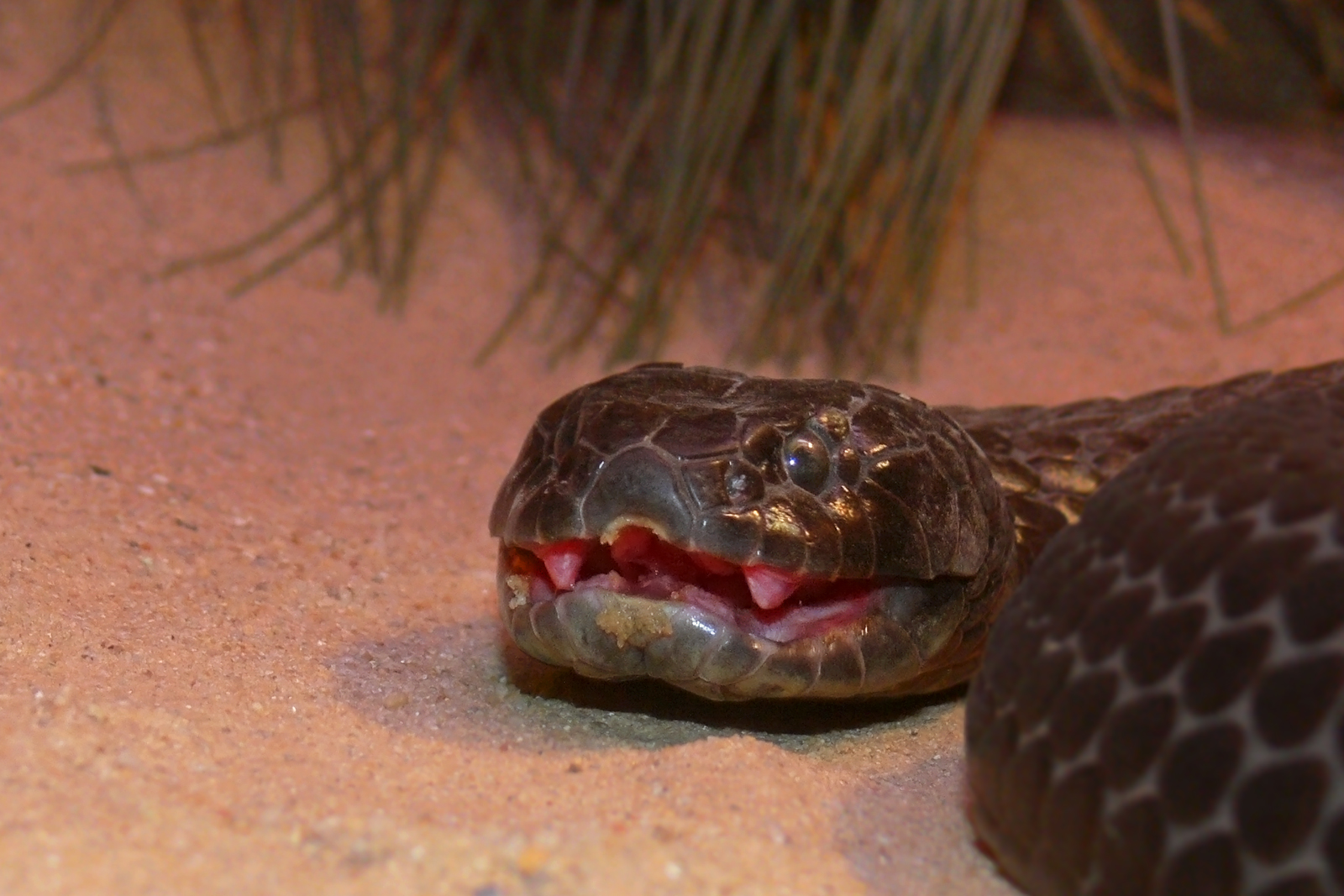
Un exemplar de serp tigre de Chappell Island mostrant els seus ullals.

El tractament és el mateix per a totes les serps australianes mortals. El mètode d'immobilització per pressió s'usa per inhibir el flux de verí a través del sistema limfàtic. Amplis embenats s'apliquen sobre la mossegadacobrint el llarg del membre fins a l'aixella o l'engonal. El membre afectat és després immobilitzat amb una tauleta. La identificació del verí és possible si queden traces prop de la ferida. La disponibilitat d'antídots s'ha vist reduïda en gran manera per la disminució de la incidència de mossegades fatals de serps tigre; ara la quantitat de morts causades per la serp marró (Pseudonaja textilis) és molt superior a les causades per la serp tigre.

## Dieta
Les serps tigres adoren les granotes. Aquesta és la seva dieta principal, però, si es dona l'oportunitat, també ingereixen llangardaixos, aus, petits mamífers i peixos. Quan la temperatura és elevada, adapten les seves ingestes i les realitzen per les nits.

## Reproducció

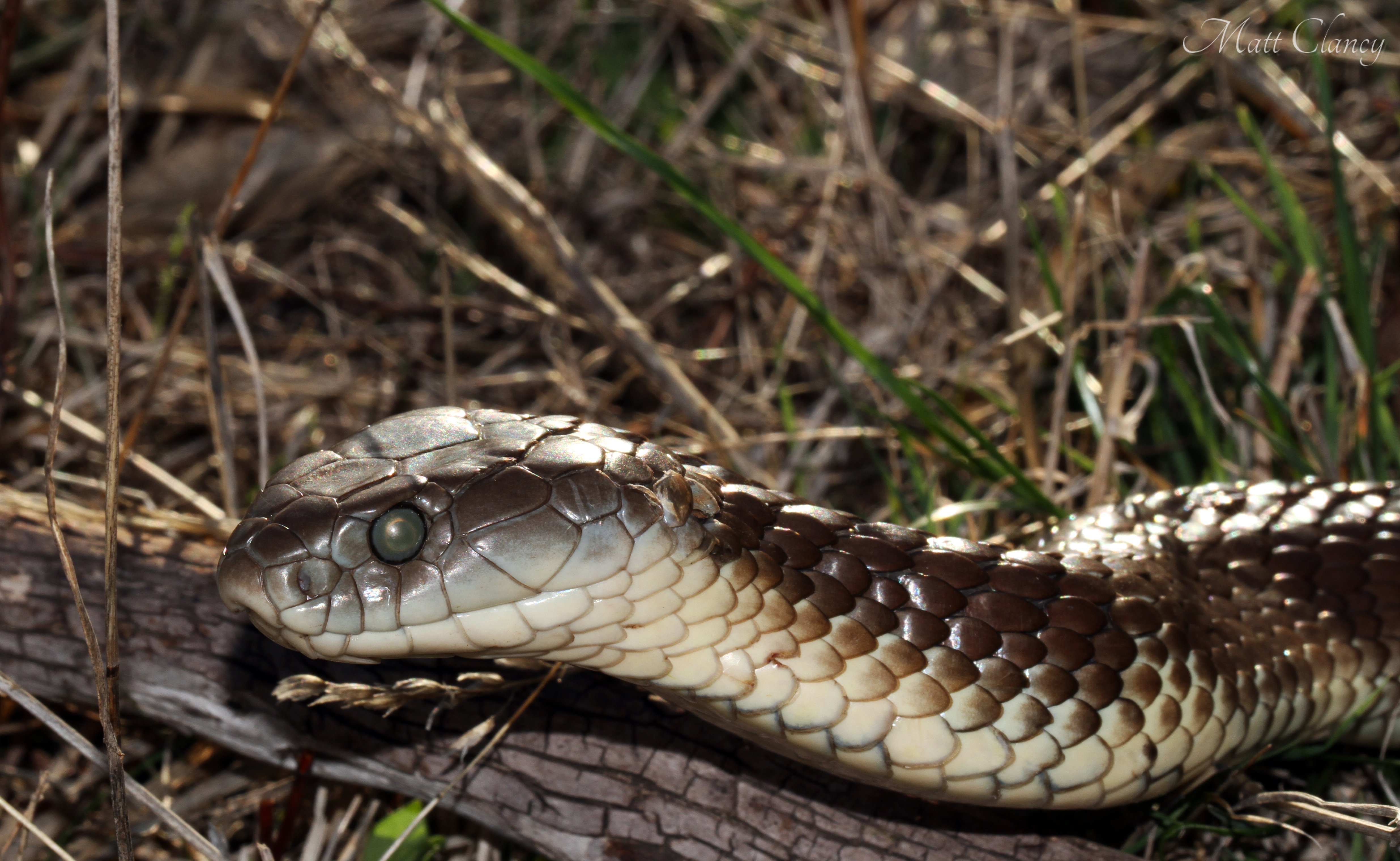
Exemplar de Serp Tigre de l'est d'Austràlia

Com a adaptació al clima temperat de la seva zona, la serp tigre directament pareix individus vius joves en lloc de pondre. La femella produeix normalment 20-30 nadons a l'estiu després d'aparellar-se a la primavera, tot i que s'han registrat unes parts de fins a 70 nadons.

## Conservació
A la Llista Vermella de la UICN d'espècies amenaçades, N. scutatus apareix catalogada com a risc mínim (LC). A la majoria dels estats australians, la serp tigre és una espècie protegida, i matar o ferir un exemplar pot comportar una multa de fins a $7,500, així com una pena de presó de 18 mesos en alguns estats. També és il·legal exportar una serp australiana nativa.